# 매지초등학교
매지초등학교는 대한민국 강원특별자치도 원주시에 있는 초등학교다.

## 학교 연혁
- 1946.04.01 흥업국민학교 매지분교장 인가
- 1952.10.01 매지국민학교로 승격
- 1953.04.06 개교식 거행
- 1996.03.01 매지초등학교로 개명
- 2004.04.17 교실 6실 및 식당, 조리실 준공
- 2010.03.01 제22대 유남식 교장 부임
- 2013.02.20 제62회 줄업식(총 졸업생 1,688명)
- 2014.02.14 제63회 졸업식(총 졸업생 1,698명)
- 2014.03.01 제23대 이규성 교장선생님 부임
- 2015.02.12 제64회 졸업식(총 졸업생 1,713명)